# Tempe Colles
Tempe Colles és un grup de turons del quadrangle Arcadia de Mart, situat amb les coordenades planetocèntriques a 33.93 ° latitud N i 277.74 ° longitud E. Té 34.49 km de diàmetre i va rebre el nom d'un tret albedo. El nom va ser aprovat per la UAI l'any 1991. El terme "Colles" és utilitzat per turons petits o knobs.